# Hof Musschenbroek
De Hof Musschenbroek was een Keurkeulse leenhof in Heerlen in het land van Valkenburg. Tegenwoordig bevindt zich hier de buurtschap Musschenbroek.
In de vijftiende eeuw ten tijde van Martin van Lieck was er een watermolen op het landgoed.
Hof Musschenbroek werd in het jaar 1888 verwoest en tot een kleine hoeve herbouwd.

## Heren van hof Musschenbroek
- (?-1380) Steynard van Musschenbroek
- (1380-?) Diederik van Havert, deken van Sint-Servaas in Maastricht
- (1429-1435) Martin van Lieck tot Musschenbroek en Oberlieck (1384-1435). Het goed kwam in zijn bezit door huwelijk met Mechtildis van Havert.
- (?) Johan van Lieck, kortstondig heer van Oberlieck en Musschenbroek.
- (1451-1490) Dirk I van Lieck tot Musschenbroek en Oberlieck (1425 - 1490)
- (1490-) Dirk II van Lieck.